# Ute Höpfner
Ute Höpfner (* 16. November 1979 in Berlin) ist eine deutsche Yngling-Seglerin.
Ute Höpfner studiert BWL an der FU-Berlin. Sie startet für den Berliner Yacht-Club. Mit Julia Bleck und Ulrike Schümann bildete sie eine Crew, die von Lee Icyda trainiert wurde.
2003 startete Höpfner noch im Europe und der 420er Jolle. Seit Mitte der 2000er Jahre startet sie in der Yngling-Klasse. 2005 erreichte Höpfner mit ihrem Team den zweiten Platz bei der Warnemünder Woche und wurde Achte bei der Weltmeisterschaft auf dem Mondsee. Bei der Delta Lloyd Regatta wurde das Team Fünfte. Im Jahr darauf gewannen die Deutschen Silber bei der Weltmeisterschaft vor La Rochelle und bei den Holländischen Meisterschaften. Bei der Europameisterschaft gewannen sie die Bronzemedaille. Beim vorolympischen Test wurde die Crew Sechste und bei der Delta Lloyd Regatta Achte. Weniger erfolgreich verlief das Jahr 2007 für Höpfner und ihre Teamkameradinnen. Bei der WM in Cascais wurde die Mannschaft Achte, bei der Delta Lloyd Regatta Zehnte.
Besonders erfolgreich wurde 2008 für Höpfner. Bei der Europameisterschaft wurde die Mannschaft Siebte, bei der Weltmeisterschaft vor Miami gewannen sie Bronze. Zweite wurden sie bei der Delta Lloyd Regatta. Bei den Olympischen Spielen von Peking erreichte das Team den vierten Platz.

## Weblink
Porträt auf der Webseite des IOC (Memento vom 16. März 2009 im Internet Archive)
| Personendaten    | Personendaten             |
| ---------------- | ------------------------- |
| NAME             | Höpfner, Ute              |
| KURZBESCHREIBUNG | deutsche Yngling-Seglerin |
| GEBURTSDATUM     | 16. November 1979         |
| GEBURTSORT       | Berlin                    |